# 菲利普·亚当斯基
菲利普·亚当斯基（德語：Filip Adamski，1983年1月5日—），德国男子赛艇运动员。他曾代表德国参加2008年和2012年夏季奥林匹克运动会赛艇比赛，其中2012年奥运会获得一枚金牌。